# Алехандро Лоренцо і Лосада
Алехандро Лоренцо і Лосасада (ісп. Alejandro Lorenzo y Losada; нар. 23 червня 1939, м. Роча) — уругвайський дипломат. Надзвичайний і Повноважний Посол Уругваю в Україні за сумісництвом (1993—1995).

## Життєпис
Народився 23 червня 1939 року в місті Роча. Навчався на факультеті економічних наук Монтевідео. Він закінчив курси технічної спеціалізації з економіки, комерційної економіки, економіки бухгалтерського обліку та адміністрації та вдосконалював свою професійну підготовку на курсах, симпозіумах та семінарах у Монтевідео та за кордоном. Він володіє французькою та болгарською мовами.
Після приєднання до Міністерства закордонних справ Уругваю він працював у Департаменті дипломатичних договорів та хронології, у юрисконсульта, у департаменті центрального обліку, департаменті міжнародних змішаних комісій, департаменті контролера консульських документів, департаменті протоколу та департаменті двосторонніх політичних питань.
Протягом своєї дипломатичної кар'єри він обіймав посаду консула Уругваю у місті Вальпараїсо, Республіка Чилі; був консулом у Лас-Пальмас-де-Гран-Канарія, Іспанія; Радником міністра в Посольстві Уругваю в Республіці Чилі та тимчасовий повіреним у справах Уругваю в Болгарії.
У 1987—1995 рр. — Надзвичайний і Повноважний Посол Уругваю в Болгарії.
У 1993—1995 рр. — Надзвичайний і Повноважний Посол Уругваю в Україні за сумісництвом. Вручив вірчі грамоти президенту України Леоніду Кравчуку.
У 2000—2005 рр. — Надзвичайний і Повноважний Посол Уругваю в Чилі